# Lourdes, Kanada
Lourdes är en ort i Kanada.   Den ligger i provinsen Newfoundland och Labrador, i den östra delen av landet, 1 300 km öster om huvudstaden Ottawa. Lourdes ligger 26 meter över havet och antalet invånare är 550.
Terrängen runt Lourdes är kuperad åt sydväst, men åt nordost är den platt. Havet är nära Lourdes åt nordost. Trakten är glest befolkad. Det finns inga andra samhällen i närheten. 